# 챔버스 백과사전

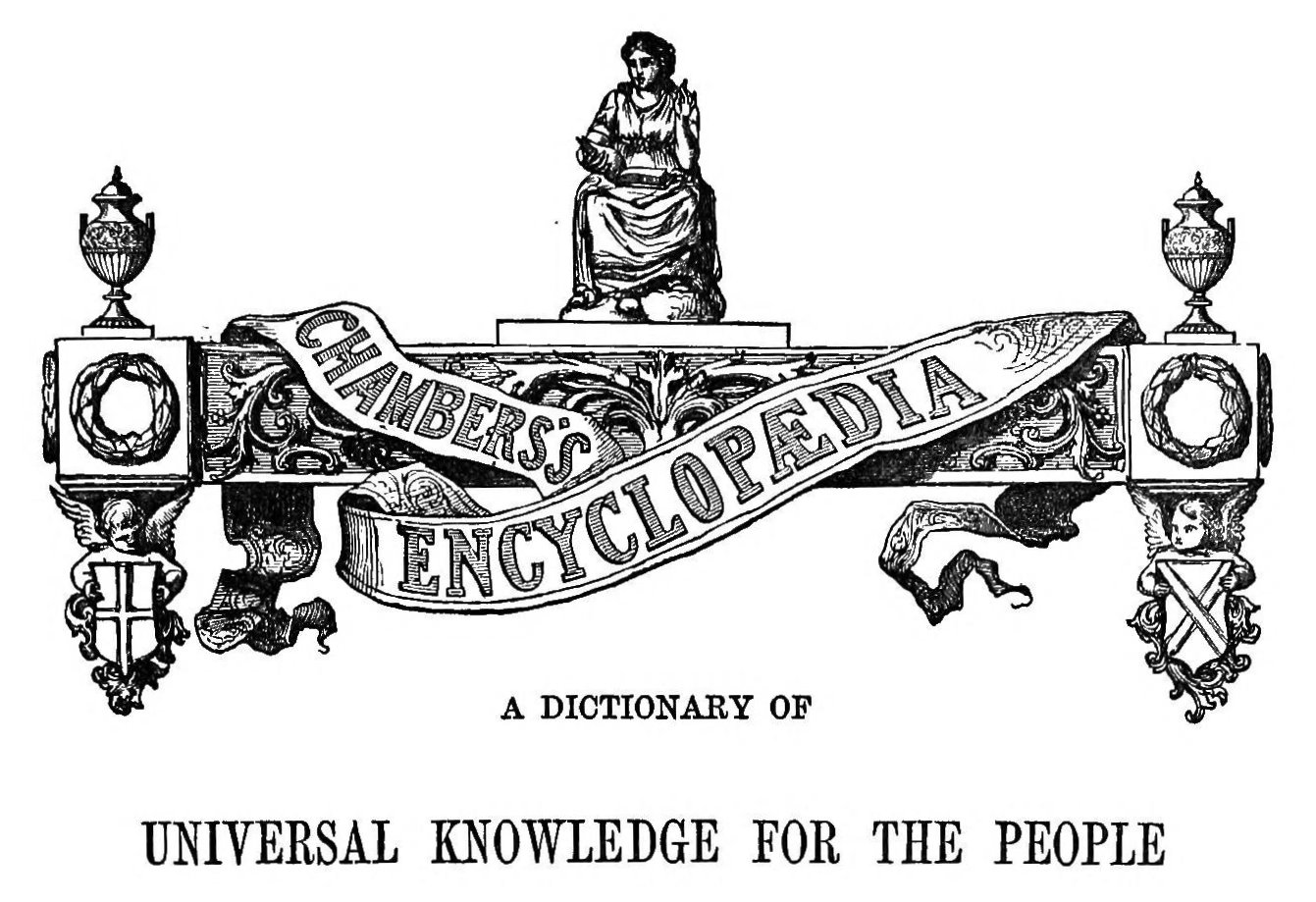

챔버스 백과사전(Chambers's Encyclopaedia)은 1859년 에든버러의 윌리엄 챔버스와 로버트 챔버스에 의해 창간되었으며 19세기와 20세기의 가장 중요한 영어 백과사전 중 하나가 되었으며 챔버스 출판사가 제작한 다른 작품에도 반영된 정확성과 학술성에 대한 명성을 얻었다. 이 백과사전은 더 이상 제작되지 않는다.

## 같이 보기
- 챔버스 사전